# Franz Theodor Schütt
Franz Theodor Schütt, auch Franz Schütt, (* 15. Dezember 1908 in Berlin; † 28. Dezember 1990 in Wiesbaden) war ein deutscher Maler, Graphiker und Bildhauer im Stil der Neuen Sachlichkeit und des Spätexpressionismus.
Franz Theodor Schütt – Zwei sitzende Mädchen, Kunstpostkarte
 Externer Weblink

## Leben
Schütt wurde von seinem Vater, dem Maler und Kunstschullehrer Franz Friedrich Christian Schütt (1874–1962) in Malen und Zeichnen unterrichtet. Bereits mit 20 Jahren nahm Franz Theodor Schütt an einer Ausstellung in der Berliner Akademie sowie an der Biennale in Monza teil.
In den Jahren 1925 bis 1931 erhielt er von Kurt Schwerdtfeger Unterricht in den Fächern Bildhauerei und Keramikkunst in Stettin, wo er mit seinem Kommilitonen Siegfried Poppe befreundet war, der später als Kunstsammler auch Schütts Werk förderte. Bis 1931 studierte Schütt Innenarchitektur an der Kunstgewerbeschule Stettin bei Gregor Rosenbauer und München, um anschließend bis 1940 als freischaffender Künstler in Stettin zu arbeiten.
1934 stellte Schütt zusammen mit Max Pechstein, Willi Jaeckel und Kurt Schwerdtfeger kurzzeitig Werke in Köslin aus, bis die Ausstellung aus politischen Gründen geschlossen wurde. Schütt musste dann 1937 Stettin verlassen und ging zusammen mit seinem Künstlerfreund Mac Zimmermann nach Danzig, wo er auf dem Bau arbeitete.
Im Jahr 1940 plante er vergeblich eine Flucht aus Deutschland nach Brasilien, wurde dann aber zum Militärdienst eingezogen. Ein Bombenangriff auf Stettin im Jahr 1943 vernichtete Schütts gesamtes Vorkriegswerk, das aus fast 1000 Bildern, Zeichnungen, Grafiken und Skulpturen bestand. Im Jahr 1945 geriet Schütt auf den Kanalinseln in Britische Kriegsgefangenschaft.
Im Jahr 1947 zog Schütt zu seiner Schwester, die in Frankfurt am Main lebte, und heiratete 1948 die Künstlerin Annelise Lüer, eine Jugendfreundin aus der Werkkunstschule in Stettin.
Anschließend lebte Schütt ab 1950 als freier Künstler Wiesbaden und lehrte in den Jahren 1971 bis 1978 an der TH Darmstadt. Für sein Engagement für die Schaffung einer Künstlersozialkasse erhielt er das Bundesverdienstkreuz. Im Dezember 1990 starb Schütt im Alter von 82 Jahren. Er wurde auf dem Biebricher Friedhof beerdigt.

### Mitgliedschaften
Schütt war ab 1916 Mitglied des Pommerschen Künstlerbundes. Im Jahr 1965 begründete Schütt mit anderen Künstlern die Künstler-Gruppe REAL in Wiesbaden.

## Werk

### Stil
In den 1930er Jahren erfuhr Schütt Anregungen durch den Verismus eines George Grosz, Otto Dix und Rudolf Schlichter und entwickelt einen primär zeichnerischen Stil, was ihn zu einem der wichtigen Vertretern der Neuen Sachlichkeit werden ließ. Auch Alexander Kanoldt und Schütts Freund Mac Zimmermann hatten „bestimmenden Einfluss“ auf Schütts Werk.
In den 50er Jahren des 20. Jahrhunderts lösten dann „starkfarbige, flächige und sehr reduzierte Temperaarbeiten, mit denen der bis dahin stark an die Linie gebundene Zeichner“ sich „mittels der Farbe (neue) Ausdrucksmöglichkeiten erarbeitet(e).“ Neben realistischen Bildentwürfen tragen viele Motive in dieser Zeit auch teilweise surreale Züge. Hierbei bleibt die Formensprache Schütts realistisch, sein Werk ist vom Zeitgeist der Abstraktion unberührt.
Die 1970er Jahre sind geprägt durch einen Rückgriff auf die Landschaft als Motiv, wobei der Gedanken der Umweltproblematik hinzutritt.

### Motive
Neben Landschaften, Straßenansichten, Interieurs und Mädchen- und Frauenbildnissen durchzog das Motiv der Dirnen, seinen sog. frivolen Mädchen bzw. Szenen im Bordell und Motive der Dreigroschenoper das gesamte Werk.

### Techniken
Im Laufe seines künstlerischen Schaffens nutzte Schütt folgende Techniken: Bleistift- und Federzeichnungen, Radierungen, Ölgemälde, Heliogravüre, Tempera, Aquarelltechnik und Holzschnitt.

### Werkverzeichnis
Ein Werkverzeichnis Schütts ist Gegenstand der 2005 erschienenen Dissertation von Sonny Kaiser–Laznicka, die unter dem Titel Der Maler und Graphiker Franz Theodor Schütt (1908–1990) an der Johann Wolfgang Goethe-Universität Frankfurt am Main angenommen wurde.

### Bewertung des Werks
Franz Theodor Schütt „hat ein umfangreiches und eigenständiges Werk geschaffen“, wobei er „nicht innovativ“, aber „sehr wandlungsfähig“ war. Sein Realismus war nicht als „beißende Anklage“ zu verstehen, sondern „eher eine unterschwellige Kritik“, mit der er „die Eitelkeit und Rücksichtslosigkeit der Menschen“ kritisierte, wobei er „mit den Schwächeren unserer Gesellschaft“ fühlte. „In vielen Arbeiten lag ein melancholischer Tenor“, der Schütt „als Nachfahre der Spätexpressionisten“ ausweist, „die ihre Kunst als ein aufklärendes Medium verstanden.“

### Würdigungen
Schütt erfuhr zahlreiche Anerkennung durch Auszeichnungen und Einzelausstellungen; seine Werke sind in zahlreichen Museen vertreten.
- 1976: Bürgermedaille der Landeshauptstadt Wiesbaden in Silber[1]
- 1979: Ehrengabe des Lovis-Corinth-Preises[1]
- 1980: Bundesverdienstkreuz am Bande[1]
- 1985: Kulturpreis der Landeshauptstadt Wiesbaden[1]

### Nachlass
Ein Teil des erhaltenen künstlerischen Nachlasses befindet sich im Pommerschen Landesmuseum, Greifswald, einen weiteren Teil erwarb die Landeshauptstadt Wiesbaden.

## Ausstellungen
(Auswahl)

### Einzelausstellungen
- 1979: Franz Theodor Schütt – Malerei und Graphik im Nassauischen Kunstverein, Wiesbaden[5]
- 1989: Franz Theodor Schütt – Große Retrospektive im Nassauischen Kunstverein, Wiesbaden[1]

### Teilnahme an Ausstellungen
- 1955: Teilnahme an der Großen Kunstausstellung München[1]
- 1972: Teilnahme an der Großen Kunstausstellung München[1]
- 1973: Teilnahme an der Großen Kunstausstellung München[1]
- 2014: Ausstellung der Gruppe REAL[6]

### Kataloge
Reinhard Müller-Mehlis: Franz Theodor Schütt – Malerei – Graphik,
Nassauischer Kunstverein, 1979. 50 Seiten. ISBN 978-3-940099-38-9